# Cubito regale egizio
Il cubito regale (traslitterazione: mḥ nsw) o anche cubito grande è la misura di riferimento della lunghezza del sistema di misura degli architetti egizi per i loro calcoli per la costruzione di monumenti, come la grande piramide di Giza.

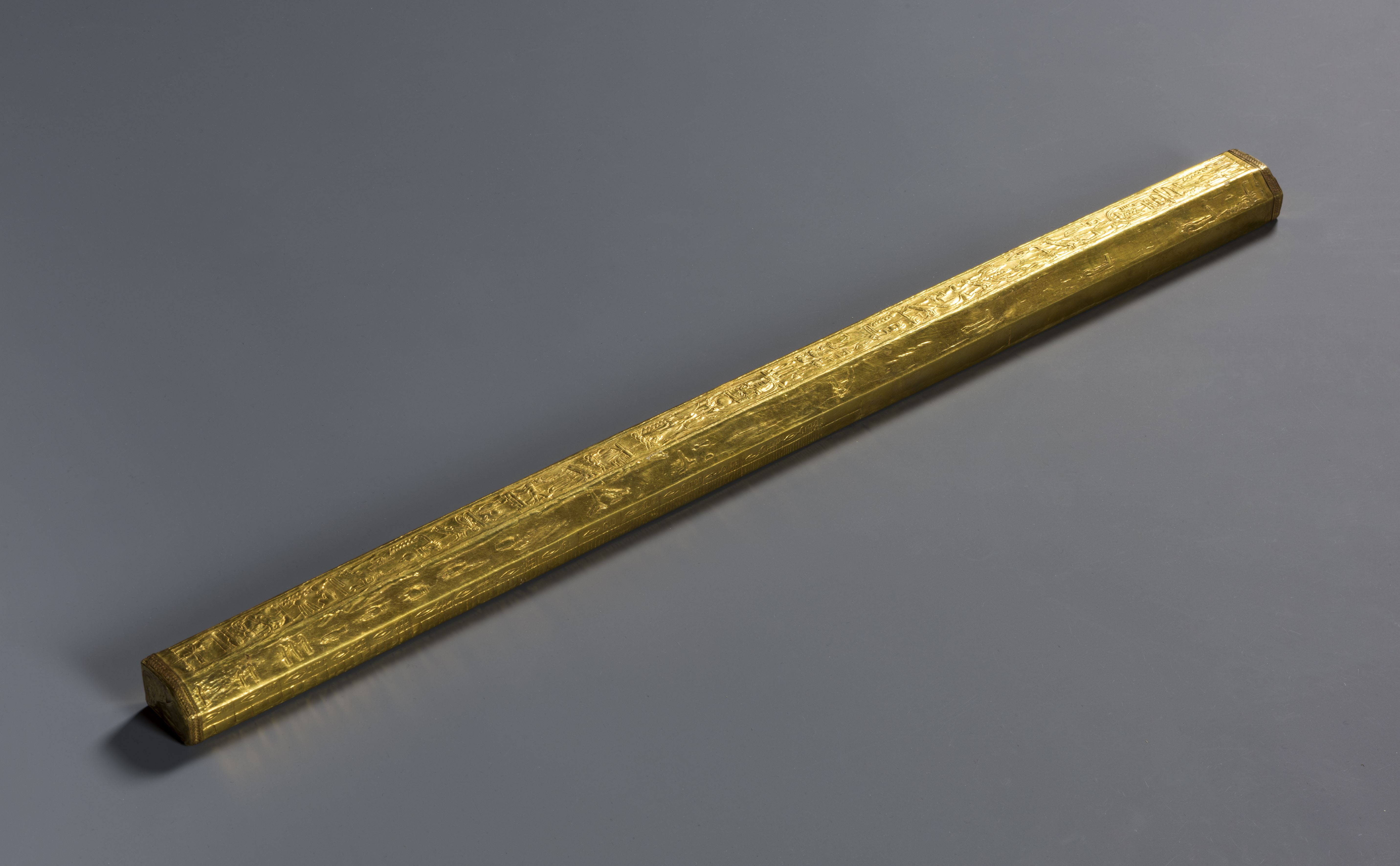
Cubito in legno rivestito d'oro di Kha, dono del faraone Amenofi II. Museo Egizio, Torino.

Il cubito regale ha una misura stimata fra i 52 e i 54cm.
Esistono due sistemi di misura prima e dopo la riforma metrologica della XXVI dinastia; prima il cubito valeva 28 dita, dopo 24 dita. 

## Scrittura geroglifica
La parola cubito si scrive 
| V22 · D42 |

 si trovano nei testi anche le seguenti abbreviazioni
| D42 |

 
o 
| D36 |

 e il cubito regale si scrive
| M23 | X1 · N35 | V22 · D42 |

## Fonti archeologiche
I cubiti regali si trovano spesso nelle tombe sotto forma di regoli su cui compaiono tutti i suoi sottomultipli.
Un cubito regale, scoperto da Bernardino Drovetti ed esposto al Museo egizio di Torino, fu misurato accuratamente da Giorgio Bidone e Giovanni Plana che ottennero come risultato 52,3524cm. 
Un altro, il cubito di Maya, è esposto al Louvre. È attribuito a Maya, sovrintendente al tesoro reale (lett. direttore della casa del tesoro del Signore delle Due Terre, lo scriba reale di Tutankhamon).